# Pinyin tibetano
La romanizzazione SASM/GNC del tibetano, comunemente nota come pinyin tibetano, è il sistema ufficiale di trascrizione della lingua tibetana nella Repubblica Popolare Cinese per i nomi di persona e i nomi di luogo. Si basa sul dialetto di Lhasa del tibetano standard e riflette la pronuncia molto accuratamente, tranne per il fatto che non segna i toni. Si usa in Cina come alternativa alla traslitterazione Wylie per scrivere il tibetano nell'alfabeto latino; per l'uso all'interno dei circoli accademici, si adopera più comunemente la traslitterazione Wylie.

## Panoramica

### Panoramica degli attacchi sillabici
L'attacco indipendente manifestatosi nella sillaba iniziale di una parola si trascrive nel modo seguente: 
| ཀ་ | ཁ་ ག་ | ང་ | ཅ་ | ཆ་ ཇ་ | ཉ་ | ཏ་ | ཐ་ ང་ | ན་ | པ་ | ཕ་ བ་ | མ་ | ཙ་ | ཚ་ ཛ་ | ཝ་ | ཞ་ ཤ | ཟ་ ས་ | ཡ་ | ར་ | ལ་ | ཧ་ | ཀྱ་ | ཁྱ་ གྱ་ | ཀྲ་ | ཁྲ་ གྲ་ | ཧྲ་ | ལྷ་ |
| g  | k     | ng | j  | q     | ny | d  | t     | n  | b  | p     | m  | z  | c     | w  | x    | s     | y  | r  | l  | h  | gy | ky    | zh | ch    | sh | lh |

Per il caso più generale, vedi #Attacchi sillabici.

### Vocali e consonanti finali
Le diciassette vocali finali del dialetto di Lhasa sono rappresentate in pinyin tibetano come segue:
| IPA | Pinyin tibetano | IPA | Pinyin tibetano |
| --- | --------------- | --- | --------------- |
| i   | i               | ĩ   | in              |
| e   | ê               | ẽ   | en              |
| ɛ   | ai/ä            | ɛ̃   | ain/än          |
| a   | a               | ã   | an              |
| u   | u               | ũ   | un              |
| o   | o               | õ   | on              |
| ɔ   | o               |     |                 |
| y   | ü               |     | ün              |
| ø   | oi/ö            | ø̃   | oin/ön          |

La -r finale di sillaba di solito non si pronuncia, ma allunga la vocale che precede. La -n finale di sillaba delle forme scritte di solito nasalizza la vocale precedente. Ecco come sono trascritte le consonanti finali di sillabe:
| IPA | Pinyin tibetano |
| --- | --------------- |
| h   | b               |
| ʔ   | g/—             |
| r   | r               |
| m   | m               |
| ŋ   | ng              |

## Ortografia della singola sillaba
Il tono di una sillaba dipende per la maggior parte dalla sua consonante iniziale. In questa tavola, ciascuna sillaba è data nell'alfabeto fonetico internazionale (IPA) con la vocale a e un segno tonale per presentare il registro tonale (alto/basso).

### Attacchi sillabici
Sotto vi è una tavola completa di trascrizione degli attacchi della sillaba iniziale di una parola. Se la sillaba da trascrivere non è la prima sillaba di una parola, si veda #Variazione dell'attacco.
| IPA  | Traslitterazione Wylie                                        | Pinyin tibetano |
| ---- | ------------------------------------------------------------- | --------------- |
| pá   | p, sp, dp, lp                                                 | b               |
| pà   | rb, sb, sbr                                                   | b               |
| mpà  | lb, 'b                                                        | b               |
| pʰá  | ph, 'ph                                                       | p               |
| pʰà  | b                                                             | p               |
| má   | rm, sm, dm, smr                                               | m               |
| mà   | m, mr                                                         | m               |
| wà   | w, db, b                                                      | w               |
| tá   | t, rt, lt, st, tw, gt, bt, brt, blt, bst, bld                 | d               |
| ntá  | lth                                                           | d               |
| tà   | rd, sd, gd, bd, brd, bsd                                      | d               |
| ntà  | zl, bzl, ld, md, 'd                                           | d               |
| tʰá  | th, mth, 'th                                                  | t               |
| tʰà  | d, dw                                                         | t               |
| ná   | rn, sn, gn, brn, bsn, mn                                      | n               |
| nà   | n                                                             | n               |
| lá   | kl, gl, bl, rl, sl, brl, bsl                                  | l               |
| là   | l, lw                                                         | l               |
| l̥á   | lh                                                            | lh              |
| tsá  | ts, rts, sts, rtsw, stsw, gts, bts, brts, bsts                | z               |
| tsà  | rdz, gdz, brdz                                                | z               |
| ntsà | mdz, 'dz                                                      | z               |
| tsʰá | tsh, tshw, mtsh, 'tsh                                         | c               |
| tsʰà | dz                                                            | c               |
| sá   | s, sr, sw, gs, bs, bsr                                        | s               |
| sà   | z, zw, gz, bz                                                 | s               |
| ʈá   | kr, rkr, lkr, skr, tr, pr, lpr, spr, dkr, dpr, bkr, bskr, bsr | zh              |
| ʈà   | rgr, lgr, sgr, dgr, dbr, bsgr, rbr, lbr, sbr                  | zh              |
| ɳʈà  | mgr, 'gr, 'dr, 'br                                            | zh              |
| ʈʰá  | khr, thr, phr, mkhr, 'khr, 'phr                               | ch              |
| ʈʰà  | gr, dr, br, grw                                               | ch              |
| ʂá   | hr                                                            | sh              |
| rà   | r, rw                                                         | r               |
| cá   | ky, rky, lky, sky, dky, bky, brky, bsky                       | gy              |
| cà   | rgy, lgy, sgy, dgy, bgy, brgy, bsgy                           | gy              |
| ɲcà  | mgy, 'gy                                                      | gy              |
| cʰá  | khy, mkhy, 'khy                                               | ky              |
| cʰà  | gy                                                            | ky              |
| tɕá  | c, cw, gc, bc, lc, py, lpy, spy, dpy                          | j               |
| tɕà  | rby, lby, sby, rj, gj, brj, dby                               | j               |
| ɲtɕà | lj, mj, 'j, 'by                                               | j               |
| tɕʰá | ch, mch, 'ch, phy, 'phy                                       | q               |
| tɕʰà | j, by                                                         | q               |
| ɕá   | sh, shw, gsh, bsh                                             | x               |
| ɕà   | zh, zhw, gzh, bzh                                             | x               |
| ɲá   | rny, sny, gny, brny, bsny, mny, nyw, rmy, smy                 | ny              |
| ɲà   | ny, my                                                        | ny              |
| já   | g.y                                                           | y               |
| jà   | y                                                             | y               |
| ká   | k, rk, lk, sk, kw, dk, bk, brk, bsk                           | g               |
| kà   | rg, lg, sg, dg, bg, brg, bsg                                  | g               |
| ŋkà  | lg, mg, 'g                                                    | g               |
| kʰá  | kh, khw, mkh, 'kh                                             | k               |
| kʰà  | g, gw                                                         | k               |
| ŋá   | rng, lng, sng, dng, brng, bsng, mng                           | ng              |
| ŋà   | ng                                                            | ng              |
| ʔá   | —, db                                                         | —               |
| ʔà   | '                                                             | —               |
| há   | h, hw                                                         | h               |

### Rime sillabiche
Sotto vi è una tavola completa di trascrizione delle rime della sillaba finale di una parola. Se la sillaba da trascrivere non è la sillaba finale di una parola, si veda #Variazione della coda.
Si prenda "ཨ" come consonante (non "◌").
| ཨ།         | ཨའུ།      | ཨག། ཨགས།  | ཨང༌། ཨངས། | ཨབ། ཨབས།  | ཨམ། ཨམས། | ཨར།      | ཨལ། ཨའི། | ཨད། ཨས། | ཨན།    |
| a          | au       | ag        | ang       | ab        | am       | ar       | ai/ä    | ai/ä    | ain/än |
| ཨི། ཨིལ། ཨའི། | ཨིའུ། ཨེའུ།  | ཨིག། ཨིགས།  | ཨིད། ཨིས།   | ཨིང༌། ཨིངས། | ཨིབ། ཨིབས། | ཨིམ། ཨིམས། | ཨིར།     | ཨིན།     |        |
| i          | iu       | ig        | i         | ing       | ib       | im       | ir      | in      |        |
| ཨུ།         | ཨུག། ཨུགས། | ཨུང༌། ཨུངས། | ཨུབ། ཨུབས།  | ཨུམ། ཨུམས།  | ཨུར།      | ཨུལ། ཨུའི།  | ཨུད། ཨུས། | ཨུན།     |        |
| u          | ug       | ung       | ub        | um        | ur       | ü        | ü       | ün      |        |
| ཨེ། ཨེལ། ཨེའི། | ག། ཨེགས།  | ཨེད། ཨེས།   | ཨེང༌། ཨེངས། | ཨེབ། ཨེབས།  | ཨེམ། ཨེམས། | ཨེར།      | ཨེན།     |         |        |
| ê          | êg       | ê         | êng       | êb        | êm       | êr       | ên      |         |        |
| ཨོ།         | ཨོག། ཨོགས། | ཨོང༌། ཨོངས། | ཨོབ། ཨོབས།  | ཨོམ། ཨོམས།  | ཨོར།      | ཨོལ། ཨོའི།  | ཨོད། ཨོས། | ཨོན།     |        |
| o          | og       | ong       | ob        | om        | or       | oi/ö     | oi/ö    | oin/ön  |        |

## Influenza intersillabica

### Variazione dell'attacco
Semplice variazione aspirata bassa
- k*, q*, t*, p*, x*, s*, ky*, ch* diventano rispettivamente g*, j*, d*, b*, ?*, ?*, gy*, zh*
- pa* (་བ) e po* (་བོ) diventano rispettivamente wa e wo

### Variazione della coda
Ngoinjug della sillaba successiva
Prenasalizzazione della sillaba successiva

### Esempi
A volte c'è l'influenza intersillabica, ad es.: 
| Alfabeto tibetano | Pinyin tibetano | Wylie (EWTS)       | Lhasa IPA         | Spiegazione                          |
| ----------------- | --------------- | ------------------ | ----------------- | ------------------------------------ |
| མ་ཕམ་གཡུ་མཚོ།       | Mapam Yumco     | ma-pham g.yu-mtsho | mapʰam jumtsʰo    | spostamento in avanti del prefisso མ |
| ཁྲ་འབྲུག་དགོན་པ།      | Changzhug Gönba | khra-'brug dgon-pa | ʈ͡ʂʰaŋʈ͡ʂ˭uk k˭ø̃p˭a |                                      |

## Esempi
| Alfabeto tibetano | Wylie                 | Pinyin tibetano | Tournadre        | altre trascrizioni                             |
| ----------------- | --------------------- | --------------- | ---------------- | ---------------------------------------------- |
| གཞིས་ཀ་རྩེ           | Gzhis-ka-rtse         | Xigazê          | Zhikatse         | Shigatse, Shikatse                             |
| བཀྲ་ཤིས་ལྷུན་པོ་       | Bkra-shis-lhun-po     | Zhaxilhünbo     | Trashilhünpo     | Tashilhunpo, Tashilhümpo, ecc.                 |
| འབྲས་སྤུང་           | ’Bras-spung           | Zhaibung        | Dräpung          | Drebung                                        |
| ཆོས་ཀྱི་རྒྱལ་མཚན་      | Chos-kyi Rgyal-mtshan | Qoigyi Gyaicain | Chökyi Gyältshän | Choekyi Gyaltsen                               |
| ཐུབ་བསྟན་རྒྱ་མཚོ་      | Thub-bstan Rgya-mtsho | Tubdain Gyaco   | Thuptän Gyatsho  | Thubten Gyatso, Thubtan Gyatso, Thupten Gyatso |